# Наумов, Фёдор Петрович
Фёдор Петро́вич Нау́мов (1902, Муромский уезд, Владимирская губерния — 1966, Москва) — советский партийный деятель, первый секретарь Омского областного комитета. Входил в состав особой тройки НКВД СССР.

## Биография
Родился в 1902 году в Муромском уезде Владимирской губернии.
В 1920 году вступил в РКП(б). В 1922—1923 годах работал в Дорожно-транспортном отделе ГПУ Мурома. В 1923—1926 годах служил в РККА. Далее его жизнь преимущественно была связана с деятельностью в партийных структурах.
- 1923—1929 годы — секретарь ячейки РКП(б) станции Муром, заведующий Агитационным отделом, Учётным сектором, инструктор Муромского укома ВКП(б).
- 1929—1930 годы — организационный отдел Муромского окружкома ВКП(б).
- 1930—1932 годы — ответственный секретарь комитета ВКП(б) судомостового завода в Нижегородском крае.
- 1932 год — заведующий Организационным отделом, 1-й секретарь Шарангского райкома ВКП(б).
- 1935—1937 годы — 1-й секретарь Омутнинского райкома ВКП(б), заведующий Отделом партийных кадров Кировского горкома ВКП(б), 2-й секретарь Кировского обкома ВКП(б). Этот период отмечен вхождением в состав особой тройки, созданной по приказу НКВД СССР от 30.07.1937 № 00447[1] и активным участием в сталинских репрессиях[2].
- 12 декабря 1937 года — избран в Совет Союза Верховного Совета СССР I-го созыва.
- 1937—1938 годы — и. о. 1-го секретаря, затем 1-й секретарь Омского обкома ВКП(б)[3].
- Возглавил Омскую партийную организацию в самый разгар политических репрессий.
- В декабре 1938 года снят с поста первого секретаря Омского обкома партии за связь с врагами народа, но дальнейших действий судебного характера не последовало. Аресту не подвергся.
- 1944—1946 годы — 1-й секретарь Химкинского горкома ВКП(б).
- 1946—1953 годы — инспектор Совета по делам колхозов при СМ СССР, заведующий Отделом по подготовке руководящих колхозных кадров Совета по делам колхозов при СМ СССР, начальник Управления подготовки колхозных кадров Агрозоотехнических курсов Министерства сельского хозяйства СССР, затем инспектор Совета по делам колхозов при СМ СССР.

Умер в январе 1966 года в Москве.

## Награды
- Орден «Знак Почёта»